# Chiesa della Madonna dei Dolori e dei Santi Barnaba ed Eugenio
La Chiesa della Beata Vergine dei Dolori e dei Santi Barnaba ed Eugenio, conosciuta anche come Beata Vergine Addolorata o Madonna dei Dolori, è una costruzione ottocentesca ubicata nel comune di Villastellone nella frazione di Borgo Cornalese (Città metropolitana di Torino), ed edificata nel 1850 su progetto dell'architetto Benedetto Brunati incaricato dal duca Eugène-Alexandre Laval di Montmorency. Situata in campagna, è una chiesa ottocentesca con fattura architettonica che si ispira alle linee neoclassiche. Presenta una facciata scandita da colonne e timpano triangolare e una pianta longitudinale con aula unica terminante con un'abside semicircolare e una apertura con pronao con semicolonne palladiane. All'interno vi è custodita una copia della famosa Pala degli Oddi di Raffaello datata 10 maggio 1835, probabilmente opera di Paul-Emile Barberi.